# Chalodeta calagutis
Chalodeta calagutis är en fjärilsart som beskrevs av William Chapman Hewitson 1871. Chalodeta calagutis ingår i släktet Chalodeta och familjen Riodinidae. Inga underarter finns listade i Catalogue of Life.